# Natatolana brucei
Natatolana brucei är en kräftdjursart som beskrevs av Keable 2006. Natatolana brucei ingår i släktet Natatolana och familjen Cirolanidae. Inga underarter finns listade i Catalogue of Life.